# Willem Caspar de Jonge
Willem Caspar de Jonge (Middelburg, 21 juli 1866 - Bilthoven, 20 februari 1925) was een Nederlands ambtenaar en politicus.
Willem Caspar de Jonge was een zoon van de raadsheer in de Hoge Raad der Nederlanden Caspar de Jonge en Johanna Wilhelmina de Crane, en een telg uit het geslacht De Jonge. De topambtenaar Martinus de Jonge was zijn broer. Na het gymnasium te 's-Gravenhage volgde De Jonge een opleiding bij de Rijksdienst der Directe Belastingen, Invoerrechten en Accijnzen, waarna hij bij de inspectie te Rotterdam ging werken. In 1895 trouwde hij te Haarlem met Cornelia van Vladeracken, via moederszijde verbonden met het geslacht Van Foreest, met wie hij een zoon en twee dochters zou krijgen. Tot 1897 zou hij waarnemend inspecteur zijn, waarna hij ontslag nam omdat hij vond dat de positie niet bij hem paste en ging rentenieren op het vermogen van zijn vrouw in Cadier en Keer.
Hij zette zich in voor het socialistisch gedachtegoed, leidde een bakkerij- en verbruikersvereniging in Maastricht, stichtte het Volkshuis aldaar in 1900 (met een lening van zijn vrouw) en ontpopte zich tot leider van de lokale arbeidersbeweging. Hij was redacteur van enkele bladen. In 1918 was hij lijsttrekker bij de verkiezingen voor de Tweede Kamer der Staten-Generaal in de Maastrichtse kieskring voor de Sociaal-Democratische Arbeiderspartij. Hij werd vervolgens voor een periode van vier jaar in de Kamer gekozen, en verhuisde naar 's-Gravenhage.
In 1922 werd hij tweede op de kieslijst in enkele kieskringen, maar niet herkozen. Hij werd vervolgens propagandist voor de SDAP in Noord-Brabant. In september 1923 werd hij gekozen als lid van de gemeenteraad van 's-Hertogenbosch en als lid van de Eerste Kamer der Staten-Generaal. Hij zou hiervan lid blijven tot zijn overlijden in 1925.
- Biografisch Portaal: 66712142
- Parlement.com: vg09ll229dzz